# 12i busz (Eger)
Az egri 12i jelzésű autóbusz az Autóbusz-állomás és a Tompa utca közlekedett tanítási napokon reggel, kizárólag egy irányban. A viszonylatot a Volánbusz üzemeltette.

## Története
2022. január 1-jén a város buszhálózata jelentősen átalakult, ennek keretében a 12i viszonylat megszűnt.

## Útvonala
| Tompa utca felé |
| --- |
| Autóbusz-állomás vá. – Barkóczy utca – Törvényház utca – Eszterházy tér – Hatvani kapu tér – Deák Ferenc utca – Mátyás király út – Tompa utca vá. |

## Megállóhelyei
| 0  | Autóbusz-állomás induló végállomás |                                                                   |
| 7  | Galagonyás utca                    | 6, 10, 11, 12, 12Y, 13, 14, 14A                                   |
| 9  | Nagyváradi út                      | 6, 10, 11, 12, 12Y, 13, 14, 14A Helyközi buszok Távolsági járatok |
| 10 | Tompa utca érkező végállomás       | 6, 10, 11, 12, 12Y, 13, 14, 14A Helyközi buszok Távolsági járatok |